# 桜井寺町
桜井寺町（さくらいじちょう）は愛知県岡崎市額田地区の地名。丁番を持たない単独町名であり、11の小字が設置されている。

## 概要
町内には町名の由来にもなった桜井寺がある。

## 地理
桜井寺町は岡崎市の東部、額田地区の中心からやや南西部に位置し、額田地区唯一の鉱山、三河硅石鉱山が存在する。町内には男川が流れている。住宅地は主に字郷野や字本郷に集中し、水田等は小川含め、河川の沿岸に連なっている。その他の地域は基本的に森林である。
2017年12月27日、岡崎市は桜井寺町の幅約20メートルの沢筋に自生する「シロバイ」を市の天然記念物に指定した。指定に伴う遺伝子解析で、同町のシロバイは人為的な移植ではなく自生と確認された。

### 字
| - 字後口山（あとくちやま） - 字奥ク（おく） - 字川向（かわむき） - 字北林（きたばやし） | - 字郷野（ごうの） - 字西山（にしやま） - 字東野（ひがしの） - 字本郷（ほんごう） | - 字三山口（みやまぐち） - 字向居（むかい） - 字焼山（やけやま） |

## 世帯数と人口
2019年（令和元年）5月1日現在の世帯数と人口は以下の通りである。
| 町丁     | 世帯数  | 人口  |
| -------- | ------- | ----- |
| 桜井寺町 | 134世帯 | 348人 |

### 人口の変遷
国勢調査による人口の推移
| 2010年（平成22年） | 371人 | [ 9 ]  |  |
| 2015年（平成27年） | 343人 | [ 10 ] |  |

## 小・中学校の学区
市立小・中学校に通う場合、学区は以下の通りとなる。
| 番・番地等 | 小学校             | 中学校             |
| ---------- | ------------------ | ------------------ |
| 全域       | 岡崎市立豊富小学校 | 岡崎市立額田中学校 |

## 歴史

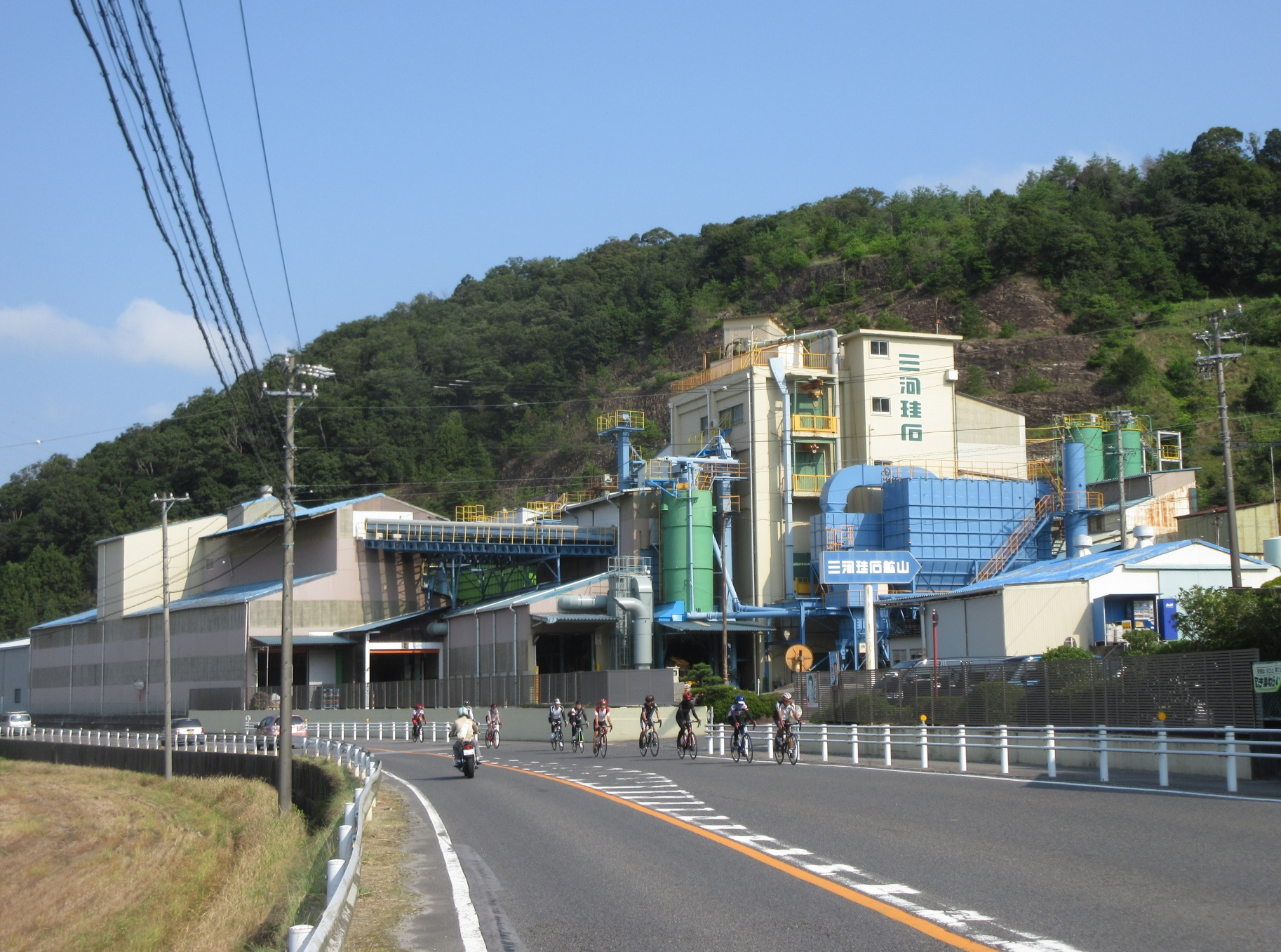
三河珪石額田工場

当村は1601年、岡崎藩領と桜井寺による寺社領の2つに分けられた。
隣で接する切越村（切越町）は1649年に当村から分村独立した。

### 沿革
- 2006年（平成18年）1月1日 - 岡崎市へ編入し、同市桜井寺町となる[1]。

### 史跡
- 桜井寺境内古墓

## 施設
- 三河珪石 額田工場
- 桜井寺
- 白山神社

## 交通
- 愛知県道37号岡崎作手清岳線（男川せせらぎ道）

## その他

### 日本郵便
- 郵便番号 : 444-3626[4]（集配局：額田郵便局[12]）。

## 参考資料
- 「角川日本地名大辞典」編纂委員会 編『角川日本地名大辞典 23 愛知県』角川書店、1989年3月8日。ISBN 4-04-001230-5。
- 有限会社平凡社地方資料センター 編『日本歴史地名体系第23巻 愛知県の地名』平凡社、1981年。ISBN 4-582-49023-9。
- 『額田町史』 額田町史編集委員会、1986年11月1日。